# Mesosmylina falcifera
Mesosmylina falcifera là một loài côn trùng trong họ Osmylidae thuộc bộ Neuroptera. Loài này được Ansorge miêu tả năm 1996.